# EFAF Cup
L'EFAF Cup était une compétition de football américain créée en 2002 et organisée par EFAF.
Elle est la seconde plus prestigieuse coupe européenne interclubs après l'European Football League. Cette coupe met aux prises des équipes les mieux classées des différents championnats européens.

## Présentation
L'EFAF Cup est équivalente à la Ligue Europa pour le football. Elle regroupe des clubs des différents championnats européens figurant parmi les meilleurs de leur pays. Cette compétition est aussi l'occasion pour les clubs de petits championnats de jouer au niveau international. La participation à cette coupe est uniquement possible sur invitation de l'EFAF.
La compétition se déroule en deux phases :
Dans la première phase les clubs sont répartis en quatre groupes selon leur région. Chaque club joue :
- 1 match face à chaque autre club du groupe si le groupe comprend 3 clubs.
- 2 matches face à l'autre club si le groupe comprend 2 clubs.

Le premier du groupe à l'issue de cette phase est qualifié pour la deuxième phase.
La deuxième phase est organisée en demi-finales et finale. Les rencontres sont déterminées par tirage au sort. Puis les vainqueurs des demi-finales s'affrontent en finale.
Les clubs participant ont jusqu'au 31 mars pour remettre à l'EFAF leur effectif de 60 joueurs pour la compétition. Après cette date, aucun joueur ne peut être admis dans l'effectif. Lors de chaque match chaque club sélectionne 45 joueurs avec une limite de 3 joueurs américains

## Histoire
Cette compétition succède à l'Euro Cup disparue en 1999 et la FED Cup disparue en 1998. La première édition a lieu en 2002 et oppose 6 clubs provenant d'Autriche, d'Espagne et d'Italie. La finale oppose les Autrichiens des Giants de Graz  aux Espagnoles des Dracs de Badalona devant plus de 1200 spectateurs et la télévision autrichienne. Les Giants prennent rapidement l'avantage au score lors du premier quart temps avec 2 touchdowns inscrits à la passe, 1 touchdown inscrit à la course et 1 touchdown inscrit grâce à une interception de la défense. Durant le deuxième quart temps les Giants ajoutent 2 touchdowns à la passe pour mener 41 à 0 à la mi-temps. De retour des vestiaires les Giants inscrivent 3 points de plus sur un field goal. En fin de quart temps les Dracs marquent un touchdown sur une course. Une minute plus tard les Giants inscrivent leur 7e touchdown du match et mènent 51 à 6. Lors du dernier quart temps les Dracs inscrivent un deuxième touchdown pour finalement s'incliner sur le score de 51 à 12.
L'édition 2003 met aux prises 7 clubs d'Autriche, du Danemark, du Royaume-Uni, de Suède et d'Ukraine. Les Suédois des Carlstad Crusaders et les Autrichiens des Raiders du Tyrol se rencontrent en finale à Innsbruck. Les Crusaders sont les premiers à marquer après seulement deux jeux. Ils inscrivent un deuxième touchdown en fin du premier quart-temps. En début de deuxième quart-temps les Raiders réduisent le score grâce à une passe pour un touchdown. Les Crusaders inscrivent 2 autres touchdowns en deuxième mi-temps et remportent le match 28 à 7.
En 2004 le nombre de participants augmente encore avec l'arrivée d'un club Russe, pour atteindre 9 clubs. En finale devant leurs spectateurs, les Raiders du Tyrol laminent les Anglais des PA Knights sur le score de 45 à 0, avec un total de 6 touchdowns inscrits.
En 2005, pour la première fois des clubs Allemands, Français et Norvégien prennent part à la compétition qui oppose 11 équipes. Pour leur première participation à une coupe d'Europe, le club français des Templiers d'Élancourt reçoit en finale le club allemand des Mercenaries de Marbourg. Le match débute mal pour les Templiers qui sont repoussés proches de leur en-but et doivent dégager. Les Mercenaries profitent de leur bonne position à 22 yards de l'en-but Élancourtois pour ouvrir le score. Les Allemands inscrivent une deuxième touchdown. Le deuxième quart temps commence par deux nouveaux touchdowns des Mercenaries, grâce notamment à une bonne défense des Allemands. Le match s'accélère, après 50 yards de progression les Templiers marquent enfin, puis les défenses neutralisent les attaques. Les Mercenaries trouvent ensuite pour la 4e fois la faille dans la défense de Templiers. en fin de quart temps, les Templiers inscrivent leur 2e touchdown. À la mi-temps les équipes se séparent sur le score de 14 à 35. En deuxième mi-temps les Mercenaries ajoutent deux touchdowns, alors que les Templiers multiplient les erreurs en attaque avec plusieurs interceptions laissant les Allemands foncer vers la victoire sur le score de 14 à 49.
L'édition 2006 compte 15 clubs, dont pour la première fois un club tchèque, répartis en cinq groupes de trois clubs. L'augmentation du nombre de clubs s'accompagne par la création de quarts de finale. À l'issue de la finale les Giants de Graz remportent leur deuxième trophée. Lors du premier quart temps les deux équipes se neutralisent en marquant 1 touchdown chacune. Lors du second quart temps les Giants prennent les commandes du match en inscrivant un autre touchdown et un field goal. Les Giants marquent encore un touchdown lors du troisième quart temps. Le dernier quart temps débute par un touchdown des Eidsvoll 1814s, toutefois les Autrichiens reprennent leur marche en avant en entrant par deux fois dans l'en-but adverse et en marquant un safety. Les Norvégiens inscrivent le dernier touchdown de la partie et marquent à leur tour un safety.
La finale 2007 oppose deux clubs Autrichien, les Giants de Graz tenant du titre et les Cineplexx Blue Devils, deux clubs qui au cours de la saison ce sont déjà affrontés, victoire des Giants 33 à 2050. Le match serré, d'abord les Blue Devils dominent la première mi-temps au cours de laquelle ils inscrivent 3 touchdowns pour mener 20 à 0 à la mi-temps. Puis les Giantz vont revenir dans le match et prend l'avantage au score 28 à 20 au cours de la deuxième mi-temps avant de résister au retour des Blue Devils qui ratent leur transformation à 2 pts en fin de match. Les Giants remportent le match 28 à 26 et leur 3e EFAF Cup en 5 ans.
L'édition 2008 accueille pour la première fois un club Polonais dans une coupe d'Europe. Les Berlin Adler et les Panthers de Parme disputent la finale à Berlin. Aucun point n’est inscrit lors de la première mi-temps. Enfin au cours du troisième quart temps les Adler marque un touchdown. Ils dominent ensuite largement le quatrième quart temps en marquant 3 touchdown pour gagner le match 29 à 0.
L'EFAF continue sont ouverture aux clubs des pays d'Europe de l'Est, avec l'arrivée d’un club Serbe en 2009. À Prague les Panthers de Prague reçoivent les Black Panthers de Thonon-les-Bains devant 700 spectateurs. Les Panthers inscrivent leur premier touchdown sur une course de 65 yards, puis ils doublent la mise sur une nouvelle course cette fois de 33 yards. Avant la mi-temps les Panthers marque un autre touchdown à la course. À la reprise du match les Panthers marque encore. Au début du quatrième quart temps les Black Panthers marque à leur tour. Les Panthers marque une dernière fois sur une nouvelle course, enfin les Black Panthers marque un touchdown sur un retour de kick-off mais cela ne suffit pas, Prague gagne 35 à 12.
Les Suisses des Calanda Broncos remportent l'édition 2010 contre les Suédois des Carlstad Crusaders sur le score de 17 à 3. Les Broncos inscrivent leurs deux touchdowns en première période grâce à deux courses et ajoutent un field goal de 41 yards lors du dernier quart temps. Les Crusaders se contentent d’un field goal.

## Palmarès
| Année | Date       | Lieu                                                         | Spect. | Vainqueur                | Score | Finaliste                       | MVP                                                        |
| ----- | ---------- | ------------------------------------------------------------ | ------ | ------------------------ | ----- | ------------------------------- | ---------------------------------------------------------- |
| 2002  | 8 juin     | Graz, Stadion Graz-Eggenberg                                 | 1200   | Giants de Graz           | 51-12 | Dracs de Badalona               | Ivan Gustafson (TE, Giants)                                |
| 2003  | 29 juin    | Innsbruck, Tivoli Neu                                        | 4500   | Carlstad Crusaders       | 28-07 | Raiders du Tyrol                | Johan Larsson (QB, Crusaders)                              |
| 2004  | 27 juin    | Innsbruck, Tivoli Neu                                        | 4700   | Raiders du Tyrol         | 450-0 | PA Knights                      | Florian Grein (RB, Raiders)                                |
| 2005  | 26 juin    | Élancourt, Stade Guy-Boniface                                | 2500   | Mercenaries de Marbourg  | 49-14 | Templiers d'Élancourt           |                                                            |
| 2006  | 9 juillet  | Graz, Stadion Graz-Eggenberg                                 | 2600   | Giants de Graz           | 37-20 | Eidsvoll 1814s                  | Darvin Lewis (Giants)                                      |
| 2007  | 21 juillet | Graz, Stadion Graz-Eggenberg                                 | 1250   | Giants de Graz           | 28-26 | Cineplexx Blue Devils           |                                                            |
| 2008  | 12 juillet | Berlin, Friedrich-Ludwig Jahnstadion                         | 2614   | Berlin Adler             | 29-0  | Panthers de Parme               | Alberto Lanzoni (LB, Panthers) Oliver Flemming (DB, Adler) |
| 2009  | 4 juillet  | Prague, Slavia Prague Athletic Stadium                       | 700    | Prague Panthers          | 39-13 | Black Panthers Thonon-les-Bains | Stanislav Jantos (RB, Panthers)                            |
| 2010  | 17 juillet | Coire, Stadion Ringstrasse                                   | 1580   | Calanda Broncos          | 17-03 | Carlstad Crusaders              | Tissi Robinson (DB, Broncos)                               |
| 2011  | 2 juillet  | Londres, Finsbury Park                                       | 2000   | London Blitz             | 29-07 | Kragujevac Wild Boars           | Aarons Sanders-Percival (DB, London Blitz)                 |
| 2012  | 14 juillet | Vejle, Vejle Stadion                                         | 1300   | Søllerød Gold Diggers    | 31-21 | Triangle Razorbacks             | Alexander Cimadon (QB, Gold Diggers)                       |
| 2013  | 13 juillet | L'Hospitalet de Llobregat Complex Esportiu L'Hospitalet Nord | 1000   | Black Panthers de Thonon | 66-06 | Pioners de L'Hospitalet         | Alex Thomas (RB, Black Panthers)                           |

## Bilans

### Par clubs
| Rang | Club                            | Nombre de titres (Première-Dernière) | Nombre de finales perdues (Première-Dernière) |
| ---- | ------------------------------- | ------------------------------------ | --------------------------------------------- |
| 1    | Giants de Graz                  | 3 (2002-2007)                        |                                               |
| 2    | Carlstad Crusaders              | 1 (2003)                             | 1 (2010)                                      |
| -    | Raiders du Tyrol                | 1 (2004)                             | 1 (2003)                                      |
| -    | Black Panthers Thonon-les-Bains | 1 (2013)                             | 1 (2009)                                      |
| 5    | Marburg Mercenaries             | 1 (2005)                             |                                               |
| -    | Berlin Adler                    | 1 (2008)                             |                                               |
| -    | Prague Panthers                 | 1 (2009)                             |                                               |
| -    | Calanda Broncos                 | 1 (2010)                             |                                               |
| -    | London Blitz                    | 1 (2011)                             |                                               |
| -    | Søllerød Gold Diggers           | 1 (2012)                             |                                               |
| 11   | Dracs de Badalona               |                                      | 1 (2002)                                      |
| -    | PA Knights                      |                                      | 1 (2004)                                      |
| -    | Templiers d'Élancourt           |                                      | 1 (2005)                                      |
| -    | Eidsvoll 1814s                  |                                      | 1 (2006)                                      |
| -    | Cineplexx Blue Devils           |                                      | 1 (2007)                                      |
| -    | Panthers de Parme               |                                      | 1 (2008)                                      |
| -    | Kragujevac Wild Boars           |                                      | 1 (2011)                                      |
| -    | Triangle Razorbacks             |                                      | 1 (2012)                                      |
| -    | Pioners de L'Hospitalet         |                                      | 1 (2013)                                      |

### Par pays
| Rang | Pays               | Nombre de finales gagnées | Nombre de finales perdues | Total finales |
| ---- | ------------------ | ------------------------- | ------------------------- | ------------- |
| 1    | Autriche           | 4                         | 2                         | 6             |
| 2    | Allemagne          | 2                         |                           | 2             |
| 3    | France             | 1                         | 2                         | 3             |
| 4    | Suède              | 1                         | 1                         | 2             |
| -    | Royaume-Uni        | 1                         | 1                         | 2             |
| -    | Danemark           | 1                         | 1                         | 2             |
| 7    | République tchèque | 1                         |                           | 1             |
| -    | Suisse             | 1                         |                           | 1             |
| 9    | Espagne            |                           | 2                         | 2             |
| 10   | Italie             |                           | 1                         | 1             |
| -    | Norvège            |                           | 1                         | 1             |
| -    | Serbie             |                           | 1                         | 1             |

## Statistiques
- Plus grand nombre de victoires en finale : Giants de Graz (3)
- Plus grand nombre de participations à une finale : Giants de Graz (4)
- Victoire la plus large en finale : 60 (Black Panthers de Thonon 66-6 Pioners de L'Hospitalet en 2013)
- Plus grand nombre de points marqués en finale : 72 (Black Panthers de Thonon 66-6 Pioners de L'Hospitalet, en 2013)
- Victoire la moins large en finale : 2 (Giants de Graz 28-26 Cineplexx Blue Devils en 2007)
- Plus petit nombre de points marqués en finale : 20 (Calanda Broncos 17-3 Carlstad Crusaders, en 2010)